# Список губернаторов Аризоны
Губерна́тор шта́та Аризо́на является главой исполнительной власти и главнокомандующим Национальной гвардией штата Аризона. Губернатор обеспечивает соблюдение законов штата, имеет право утверждать, либо налагать вето на законопроекты, принятые законодательным собранием штата, созывать легислатуру и миловать преступников, за исключением случаев государственной измены и импичмента. Офис губернатора расположен не в Капитолии штата, в котором сейчас находится музей, а в соседнем административном здании — State Capitol Executive Tower.

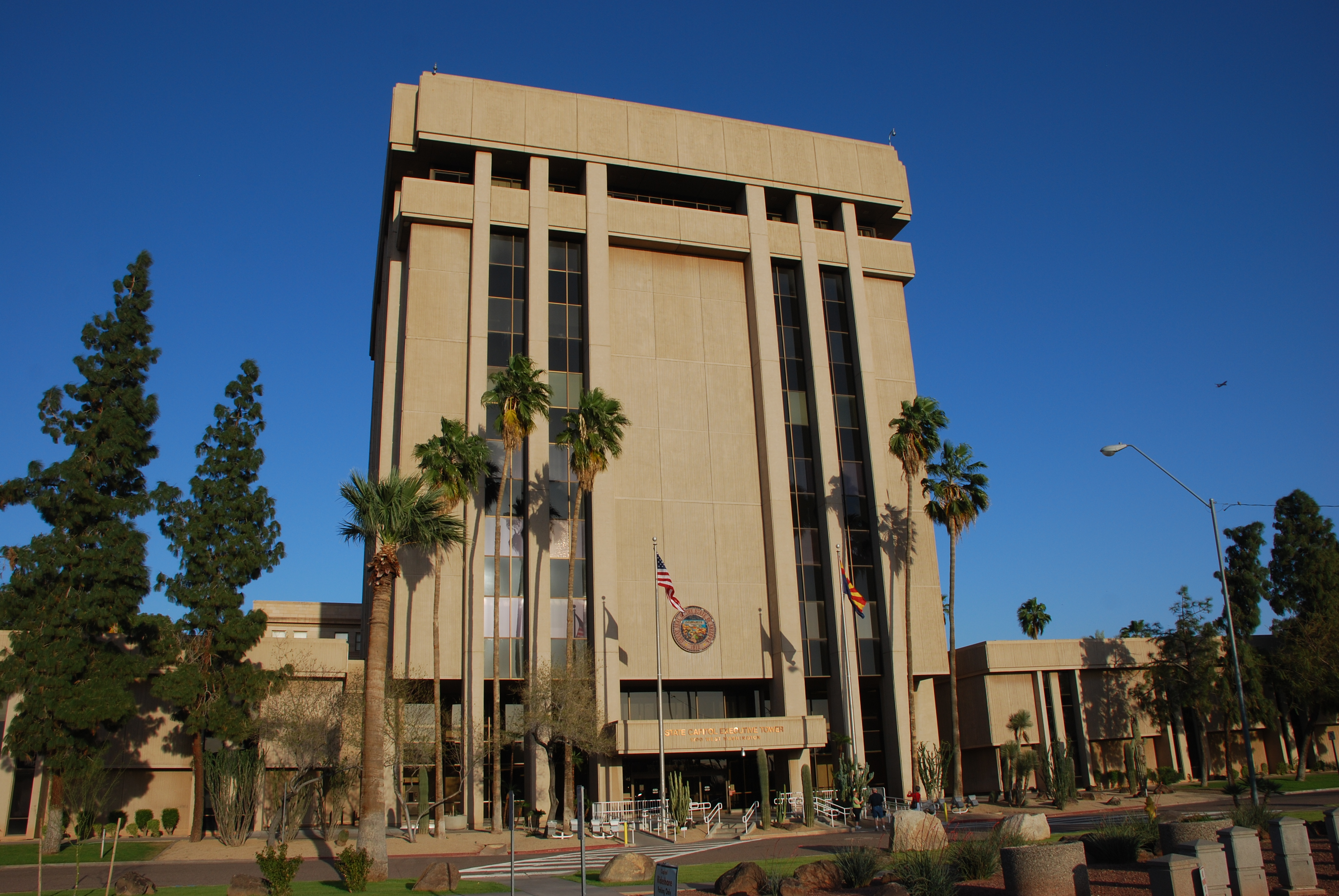
State Capitol Executive Tower — здание, в котором расположен офис губернатора Аризоны

Губернаторами Аризоны были 22 человека, которые занимали эту должность в общей сложности 26 сроков. Несколько губернаторов избирались повторно, а Джордж Хант и Томас Эдвард Кэмпбелл сменяли друг друга на протяжении 17 лет. Один губернатор, Эван Мичем, был привлечён к ответственности, и один, Файф Симингтон 3-й, ушёл в отставку после обвинения в уголовном преступлении. Дольше всех, 14 лет, губернатором был Джордж Хант, который избирался семь раз. Самый продолжительный непрерывный срок на посту губернатора, почти 9 лет, был у Брюса Бэббитта, который дважды избирался на четырёхлетний срок после вступления в должность в связи со смертью своего предшественника. Самый короткий срок был у Уэсли Болина, который умер менее чем через пять месяцев после вступления в должность. Губернаторами Аризоны были четыре женщины, больше, чем в любом другом штате США, Аризона также является единственным штатом США, в котором губернаторами последовательно были две женщины. С 1975 года губернаторы вступали в должность не в результате прямого избрания, а после смерти предшественника, его выхода в отставку или импичмента.
Нынешний губернатор Кэтлин Хоббс вступила в должность 2 января 2023 года после победы на выборах 8 ноября 2022 года.

## Губернаторы

### Аризона в составе Конфедерации
2-5 апреля 1860 года в Тусоне была разработана Конвенция переселенцев из южной части территории Нью-Мексико в территорию Аризона, а границы территорий были обозначены только три года спустя. 1 апреля 1861 года граждане территории южнее 33° 40' избрали губернатором Льюиса Оуингза. Временная территория существовала до создания официальной территории, границы которой были отклонены Конгрессом США.
16 марта 1861 года, незадолго до гражданской войны, жители проголосовали за временное отделение территории от Союза и присоединение к КША. Льюис Оуингз остался на должности губернатора территории.
1 августа 1861 года территория вошла в состав Конфедерации, а подполковник Джон Бейлор провозгласил себя её губернатором. 14 февраля 1862 года были упорядочены границы территории. 20 марта 1862 года Бейлор отдал приказ убить всех взрослых апачей, а их детей взять в рабство. Президент Конфедерации Джефферсон Дэвис, узнав об этом приказе, высказал своё неодобрение и потребовал объяснений. 29 декабря 1862 года Бейлор написал ему письмо, в котором оправдывал своё решение. Получив письмо, Дэвис освободил Бейлора от занимаемой должности и лишил звания, назвав написанное «признанием в постыдном преступлении». К тому времени правительство конфедеративной Аризоны находилось в изгнании в Сан-Антонио, Техас, так как в июле 1862 года практически вся территория перешла под контроль войск Союза, и новый губернатор не был назначен.

### Губернаторы территории Аризона
Территория Аризона была образована 24 февраля 1863 года из территорий Нью-Мексико, предоставленных на 49 лет. 18 января 1867 года северо-западная часть территории была включена в состав штата Невада.
Губернаторы Территории Аризона назначались президентами США. Авраам Линкольн назначил Джона Гарли первым губернатором Территории Аризоны, но он умер 19 августа 1863 года, не успев прибыть к месту работы. На его место был назначен Джон Гудвин.
|    | Изображение | Губернатор                                                          | Вступил в должность | Ушёл в отставку | Кем назначен       | Примечания                    |
| -- | ----------- | ------------------------------------------------------------------- | ------------------- | --------------- | ------------------ | ----------------------------- |
| 1  |             | Джон Нобл Гудвин John Noble Goodwin (1824—1887)                     | 29 декабря 1863     | 4 марта 1865    | Авраам Линкольн    | [ 12 ] [ 13 ]                 |
| 2  |             | Ричард Каннингем Маккормик Richard Cunningham McCormick (1832—1901) | 9 июля 1866         | 4 марта 1869    | Эндрю Джонсон      | [ 15 ] [ 16 ]                 |
| 3  |             | Энсон Пейсли Киллен Саффорд Anson Pacely Killen Safford (1830—1891) | 9 июля 1869         | 5 апреля 1877   | Улисс Грант        | [ 17 ] [ 18 ]                 |
| 4  |             | Джон Фило Хойт John Philo Hoyt (1841—1926)                          | 30 мая 1877         | 12 июня 1878    | Ратерфорд Хейс     | [ 19 ] [ 20 ]                 |
| 5  |             | Джон Фримонт John Frémont (1813—1890)                               | 6 октября 1878      | 11 октября 1881 | Ратерфорд Хейс     | [ К 5 ] [ К 6 ] [ 22 ] [ 23 ] |
| 6  |             | Фредерик Огастес Тритл Frederick Augustus Tritle (1833—1906)        | 8 марта 1882        | 7 октября 1885  | Честер Артур       | [ К 7 ] [ 25 ] [ 24 ] [ 26 ]  |
| 7  |             | Конрад Мейер Залик Conrad Meyer Zulick (1839—1926)                  | 2 ноября 1885       | 28 марта 1889   | Гровер Кливленд    | [ 27 ] [ 28 ]                 |
| 8  |             | Льюис Уолфли Lewis Wolfley (1839—1910)                              | 8 апреля 1889       | 20 августа 1890 | Бенджамин Гаррисон | [ К 8 ] [ 28 ] [ 30 ] [ 31 ]  |
| 9  |             | Джон Никол Ирвин John Nichol Irwin (1844—1905)                      | 21 января 1891      | 20 апреля 1892  | Бенджамин Гаррисон | [ К 9 ] [ 26 ] [ 32 ] [ 33 ]  |
| 10 |             | Оукс Мёрфи Oakes Murphy (1849—1908)                                 | 11 мая 1892         | 5 апреля 1893   | Бенджамин Гаррисон | [ 35 ] [ 36 ]                 |
| 11 |             | Луис Кэмерон Хьюз Louis Cameron Hughes (1842—1915)                  | 12 апреля 1893      | 1 апреля 1896   | Гровер Кливленд    | [ 38 ] [ 39 ]                 |
| 12 |             | Бенджамин Джозеф Франклин Benjamin Joseph Franklin (1839—1898)      | 18 апреля 1896      | 29 июля 1897    | Гровер Кливленд    | [ 40 ] [ 41 ]                 |
| 13 |             | Майрон Хоули Маккорд Myron Hawley McCord (1840—1908)                | 29 июля 1897        | 1 августа 1898  | Уильям Мак-Кинли   | [ К 10 ] [ 44 ] [ 45 ] [ 46 ] |
| 14 |             | Оукс Мёрфи Oakes Murphy (1849—1908)                                 | 1 августа 1898      | 30 июня 1902    | Уильям Мак-Кинли   | [ 36 ]                        |
| 15 |             | Александр Освальд Броди Alexander Oswald Brodie (1849—1918)         | 1 июля 1902         | 14 февраля 1905 | Теодор Рузвельт    | [ 51 ] [ 52 ]                 |
| 16 |             | Джозеф Генри Кибби Joseph Henry Kibbey (1853—1924)                  | 7 марта 1905        | 1 мая 1909      | Теодор Рузвельт    | [ 53 ]                        |
| 17 |             | Ричард Элайхью Слоан Richard Elihu Sloan (1857—1933)                | 1 мая 1909          | 14 февраля 1912 | Уильям Говард Тафт | [ 55 ]                        |

### Губернаторы штата Аризона

Расположение штата Аризона на карте США

Штат Аризона был принят в Союз 14 февраля 1912 года, последним из континентальных штатов.
Согласно принятой в 1912 году Конституции штата, выборы губернатора проводятся каждые два года. В 1968 году была принята поправка, увеличившая этот срок до четырёх лет. Изначально конституция не накладывала ограничений на количество сроков, но в 1992 году была принята поправка, согласно которой губернатор может быть переизбран только один раз; до этого времени четыре губернатора избирались более двух раз подряд. Губернатор вступает в должность в первый понедельник января после выборов. Губернаторы, отслужившие два полных срока подряд, снова получают право избираться через четыре года после отставки.
Аризона является одним из семи штатов, где нет лейтенант-губернаторов; вакантное место губернатора до выборов занимает секретарь штата. Если секретарь был назначен, а не избран, или иным образом лишён права занимать должность губернатора, обязанности губернатора исполняет избранный и имеющий право занимать эту должность человек в порядке преемственности, определённом конституцией штата: секретарь штата, генеральный прокурор штата, казначей штата, инспектор образования. Если губернатор выезжает с территории штата или привлекается к ответственности в порядке импичмента, то следующее избранное должностное лицо становится исполняющим обязанности губернатора до его возвращения или снятия с него обвинений. Только один раз за всю историю должность губернатора переходила далее секретаря штата в линии преемственности, когда Брюс Бэббитт, как генеральный прокурор штата, стал губернатором после смерти Уэсли Болина, так как занимавшая в это время пост секретаря штата Роуз Моффорд была назначена на эту должность вместо Болина, который в свою очередь стал губернатором в связи с отставкой своего предшественника, Рауля Эктора Кастро. Моффорд позже стала губернатором, сменив отрешённого от должности Эвана Мичема.
 Демократическая партия
 Республиканская партия
| [ К 11 ] | Фото | Губернатор                                                        | Вступил в должность | Ушёл в отставку | Сроков в должности | Примечания                                      |
| -------- | ---- | ----------------------------------------------------------------- | ------------------- | --------------- | ------------------ | ----------------------------------------------- |
| 1        |      | Джордж Уайли Пол Хант George Wylie Paul Hunt (1859—1934)          | 14 февраля 1912     | 1 января 1917   | 2                  | [ 61 ] [ 62 ]                                   |
| 2        |      | Томас Эдвард Кэмпбелл Thomas Edward Campbell (1878—1944)          | 1 января 1917       | 25 декабря 1917 | 1⁄2                | [ К 13 ] [ 63 ] [ 64 ]                          |
| 1        |      | Джордж Уайли Пол Хант George Wylie Paul Hunt (1859—1934)          | 25 декабря 1917     | 6 января 1919   | 1⁄2                |                                                 |
| 2        |      | Томас Эдвард Кэмпбелл Thomas Edward Campbell (1878—1944)          | 6 января 1919       | 1 января 1923   | 2                  |                                                 |
| 1        |      | Джордж Уайли Пол Хант George Wylie Paul Hunt (1859—1934)          | 1 января 1923       | 7 января 1929   | 3                  |                                                 |
| 3        |      | Джон Кэлхун Филлипс John Calhoun Phillips (1870—1943)             | 7 января 1929       | 5 января 1931   | 1                  | [ 65 ]                                          |
| 1        |      | Джордж Уайли Пол Хант George Wylie Paul Hunt (1859—1934)          | 5 января 1931       | 2 января 1933   | 1                  |                                                 |
| 4        |      | Бенджамин Бейкер Мур Benjamin Baker Moeur (1869—1937)             | 2 января 1933       | 4 января 1937   | 2                  | [ 66 ]                                          |
| 5        |      | Роугли Клемент Стэнфорд Rawghlie Clement Stanford (1879—1963)     | 4 января 1937       | 2 января 1939   | 1                  | [ 67 ]                                          |
| 6        |      | Роберт Тейлор Джонс Robert Taylor Jones (1884—1958)               | 2 января 1939       | 6 января 1941   | 1                  | [ 68 ]                                          |
| 7        |      | Сидни Престон Осборн Sidney Preston Osborn (1884—1948)            | 6 января 1941       | 25 мая 1948     | 3+1⁄2              | [ К 14 ] [ 69 ]                                 |
| 8        |      | Дэн Эдвард Гарви Dan Edward Garvey (1886—1974)                    | 25 мая 1948         | 1 января 1951   | 1+1⁄2              | [ К 15 ] [ 70 ]                                 |
| 9        |      | Джон Говард Пайл John Howard Pyle (1906—1987)                     | 1 января 1951       | 3 января 1955   | 2                  | [ 71 ]                                          |
| 10       |      | Эрнест Макфарленд Ernest McFarland (1894—1984)                    | 3 января 1955       | 5 января 1959   | 2                  | [ 72 ]                                          |
| 11       |      | Пол Фэннин Paul Fannin (1907—2002)                                | 5 января 1959       | 4 января 1965   | 3                  | [ 73 ]                                          |
| 12       |      | Сэмюэл Пирсон Годдард мл. Samuel Pearson Goddard, Jr. (1919—2006) | 4 января 1965       | 2 января 1967   | 1                  | [ 74 ]                                          |
| 13       |      | Джек Ричард Уильямс Jack Richard Williams (1909—1998)             | 2 января 1967       | 6 января 1975   | 3                  | [ К 16 ] [ 75 ]                                 |
| 14       |      | Рауль Эктор Кастро Raúl Héctor Castro (1916—2015)                 | 6 января 1975       | 20 октября 1977 | 1⁄3                | [ К 17 ] [ 76 ]                                 |
| 15       |      | Уэсли Болин Wesley Bolin (1909—1978)                              | 20 октября 1977     | 4 марта 1978    | 1⁄3                | [ К 18 ] [ 77 ]                                 |
| 16       |      | Брюс Бэббитт Bruce Babbitt (род. 1938)                            | 4 марта 1978        | 5 января 1987   | 2+1⁄3              | [ К 19 ] [ 78 ]                                 |
| 17       |      | Эван Мичем Evan Mecham (1924—2008)                                | 5 января 1987       | 4 апреля 1988   | 1⁄2                | [ К 20 ] [ 79 ]                                 |
| 18       |      | Роуз Моффорд Rose Mofford (1922—2016)                             | 4 апреля 1988       | 6 марта 1991    | 1⁄2                | [ 80 ]                                          |
| 19       |      | Файф Симингтон 3-й Fife Symington III (род. 1945)                 | 6 марта 1991        | 5 сентября 1997 | 1+1⁄2              | [ К 21 ] [ К 22 ] [ К 23 ] [ 81 ] [ 82 ] [ 83 ] |
| 20       |      | Джейн Ди Халл Jane Dee Hull (1935—2020)                           | 5 сентября 1997     | 6 января 2003   | 1+1⁄2              | [ 84 ]                                          |
| 21       |      | Джанет Наполитано Janet Napolitano (род. 1957)                    | 6 января 2003       | 21 января 2009  | 1+1⁄2              | [ К 24 ] [ 85 ] [ 86 ]                          |
| 22       |      | Джанис Брюэр Janice Brewer (род. 1944)                            | 21 января 2009      | 5 января 2015   | 1+1⁄2              | [ К 25 ] [ 87 ]                                 |
| 23       |      | Даг Дьюси Doug Ducey (род. 1964)                                  | 5 января 2015       | 2 января 2023   | 2                  |                                                 |
| 24       |      | Кэтлин Хоббс Kathleen Hobbs (род. 1969)                           | 2 января 2023       | В должности     |                    |                                                 |

### Другие должности губернаторов
Четырнадцать губернаторов занимали высокие федеральные должности, среди них были два члена Кабинета США и три посла. Один был военным губернатором Калифорнии, а двое — губернаторами территории Айдахо. Восемь губернаторов были членами Конгресса США, трое из которых представляли территорию Аризона, двое — штат Аризона, трое — другие штаты. Пять губернаторов (отмеченных *) ушли в отставку, чтобы занять более высокий пост.
В дополнение к нижеперечисленным губернаторам, первый назначенный губернатор территории Аризона Джон Гарли, умерший до вступления в должность, был членом Палаты представителей США от Огайо, а Джон Бейлор был конгрессменом КША.
| Губернатор                 | Губернаторский срок                        | Другие должности                                                                                               | Ссылки        |
| -------------------------- | ------------------------------------------ | --- | ------------- |
| Джон Нобл Гудвин           | 1863—1866                                  | Делегат от Территории Аризона*, член Палаты представителей от штата Мэн                                        | [ 12 ]        |
| Ричард Каннингем Маккормик | 1866—1868                                  | Делегат от Территории Аризона*, член Палаты представителей от штата Нью-Йорк                                   | [ 90 ]        |
| Джон Фило Хойт             | 1877—1878                                  | Губернатор Территории Айдахо*, но позже покинул пост, так как его предшественник был незаконно лишён должности | [ 91 ]        |
| Джон Фримонт               | 1878—1881                                  | Сенатор Калифорнии, военный губернатор Калифорнии                                                              | [ 92 ]        |
| Джон Никол Ирвин           | 1890—1892                                  | Губернатор Территории Айдахо, посол США в Португалии                                                           | [ 93 ] [ 94 ] |
| Оукс Мёрфи                 | 1892—1893, 1898—1902                       | Делегат от территории Аризона                                                                                  | [ 36 ]        |
| Бенджамин Джозеф Франклин  | 1896—1897                                  | Конгрессмен от штата Миссури                                                                                   | [ 40 ]        |
| Майрон Хоули Маккорд       | 1897—1898                                  | Конгрессмен от штата Висконсин                                                                                 | [ 45 ]        |
| Джордж Уайли Пол Хант      | 1912—1917, 1917—1919, 1923—1929, 1931—1933 | Посол США в Сиаме                                                                                              | [ 95 ]        |
| Эрнест Макфарленд          | 1955—1959                                  | Сенатор США от Аризоны (в том числе лидер большинства)                                                         | [ 96 ]        |
| Пол Фэннин                 | 1959—1965                                  | Сенатор США от Аризоны                                                                                         | [ 97 ]        |
| Рауль Эктор Кастро         | 1975—1977                                  | Посол США в Сальвадоре, Боливии и Аргентине*                                                                   | [ 76 ]        |
| Брюс Бэббитт               | 1978—1987                                  | Министр внутренних дел США                                                                                     | [ 78 ]        |
| Джанет Наполитано          | 2003—2009                                  | Министр внутренней безопасности США*                                                                           | [ 86 ]        |

### Ныне живущие бывшие губернаторы
По состоянию на сегодняшний день живы четыре бывших губернатора Аризоны.
| Губернатор         | Срок полномочий | Дата рождения    |
| ------------------ | --------------- | ---------------- |
| Брюс Бэббитт       | 1978—1987       | 27 июня 1938     |
| Файф Симингтон 3-й | 1991—1997       | 12 августа 1945  |
| Джанет Наполитано  | 2003—2009       | 29 ноября 1957   |
| Джанис Брюэр       | 2009—2015       | 26 сентября 1944 |

## Комментарии
1. ↑  Дата принятия губернатором присяги в штате Аризона. В связи со значительным расстоянием Аризоны от Вашингтона, округ Колумбия, многие губернаторы подтвердили свои полномочия и вступили в должность через несколько месяцев после своего назначения.
2. ↑  Губернатор покидает пост после истечения срока полномочий, либо когда президент назначает на эту должность другого человека
3. ↑  Джон А. Гарли, первый назначенный губернатор, умер до вступления в должность. На его место был назначен судья Гудвин.
4. ↑  Вышел в отставку, чтобы занять место в Палате представителей США.
5. ↑  Точно не известно, когда Фримонт принял должностную присягу; Джон Гофф (John S. Goff) утверждает, что Фримонт и его семья прибыли в Прескотт во второй половине дня 6 октября 1878 года.
6. ↑  Ушёл в отставку. Фримонт проводил мало времени на территории Аризоны, и секретарь Аризоны попросил его возобновить исполнение своих обязанностей, либо выйти в отставку. Фримонт выбрал отставку.
7. ↑  Вышел в отставку после избрания Гровера Кливленда, чтобы демократы смогли избрать губернатора-демократа.
8. ↑  Ушёл в отставку из-за несогласия с федеральными властями по поводу земельной политики на засушливых территориях.
9. ↑  Ушёл в отставку, чтобы управлять семейным бизнесом в другом штате.
10. ↑  Ушёл в отставку, чтобы отправиться на Испано-американскую войну.
11. ↑  Переизбиравшиеся губернаторы официально нумеровались один раз; последующие сроки обозначены их исходным номером, выделенным курсивом.
12. ↑  Дробные числа сроков у некоторых губернаторов не следует понимать абсолютно буквально; они, скорее, предназначены для того, чтобы показать отдельные случаи, когда губернаторы не находились на службе полный срок в связи с уходом в отставку, смертью и т. п.
13. ↑  Томас Эдвард Кэмпбелл победил на выборах с небольшим преимуществом. Однако, 22 декабря 1917 года Верховный суд Аризоны отменил результаты выборов, а после пересчёта голосов победителем признал Джорджа Ханта. Кэмпбелл ушёл в отставку три дня спустя.
14. ↑  Умер, пребывая в должности.
15. ↑  Занял вакантную должность губернатора как секретарь штата.
16. ↑  В 1968 году в Конституцию Аризоны была внесена поправка, увеличившая срок пребывания на посту губернатора с двух до четырёх лет. Первые два срока Уильямса были продолжительностью два года, а третий — четыре года.
17. ↑  Вышел в отставку, чтобы занять пост посла США в Аргентине.
18. ↑  Занял вакантную должность губернатора как секретарь штата.
19. ↑  Занял вакантную должность губернатора как генеральный прокурор штата, так как тогдашний секретарь штата был назначен, а не избран.
20. ↑  Был привлечён к ответственности в порядке импичмента и освобождён от занимаемой должности по обвинению в препятствовании отправлению правосудия и злоупотреблении правительственными финансовыми ресурсами.
21. ↑  После того, как Эван Мичем победил на выборах, набрав всего 43 % голосов, в Аризоне был введён последний тур выборов (в которых участвуют два ведущих кандидата, не получивших абсолютного числа голосов). На выборах 1990 года никто из кандидатов не набрал более 50 % голосов, поэтому 26 февраля 1991 года был проведён второй тур выборов, на которых победил Файф Симингтон.
22. ↑  Вышел в отставку по обвинению в банковском мошенничестве, поскольку закон штата не позволяет преступникам занимать государственные должности; приговор был позже отменён, и он был помилован президентом Биллом Клинтоном.
23. ↑  Файф Симингтон вышел в отставку 5 сентября 1997 года; Джейн Ди Халл не принимала присяги до 8 сентября, однако, невзирая на задержку, эти три дня она была губернатором.
24. ↑  Вышла в отставку, чтобы стать министром внутренней безопасности США.
25. ↑  Первый полный срок губернатора Брюэр истекает 5 января 2015 года.